# Championnat d'Espagne de football 1930-1931
Navigation
Primera División 1929-30 Primera División 1931-32
Le championnat d'Espagne de football 1930-1931 est la 3e édition du championnat. La compétition est remportée par l'Athletic Bilbao. Organisé par la Fédération royale espagnole de football, le championnat se déroule du 7 décembre 1930 au 5 avril 1931.
Le club bilbayen conserve son titre en l'emportant au goal-average sur le Racing Santander et sur la Real Sociedad. Il réussit pour la deuxième année un doublé en remportant également la Coupe du Roi.
Le système de promotion/relégation ne change pas : descente/montée automatique pour le dernier de première division et le premier de division 2. Le Club Deportivo Europa est relégué au terme de la saison, et remplacé par le club du Valence CF.
L'attaquant espagnol Bata, de l'Athletic Bilbao, termine meilleur buteur du championnat avec 27 réalisations, avec notamment un septuplé inscrit face au FC Barcelone, lors d'une victoire 12-1.

## Règlement de la compétition
Le championnat de Primera División est organisé par la Fédération royale espagnole de football, il se déroule du 7 décembre 1930 au 5 avril 1931.
Il se dispute en une poule unique de dix équipes qui s'affrontent à deux reprises, une fois à domicile et une fois à l'extérieur. L'ordre des matchs est déterminé par un tirage au sort avant le début de la compétition.
Le classement final est établi en fonction des points gagnés par chaque équipe lors de chaque rencontre : deux points pour une victoire, un pour un match nul et aucun en cas de défaite. En cas d'égalité de points entre deux ou plusieurs de clubs en fin de championnat, le classement se fait à la différence de buts.
L'équipe possédant le plus de points à la fin de la compétition est proclamée championne. Le dernier du classement est relégué en Segunda División et il est remplacé par le champion de cette division.

## Équipes participantes
Dix clubs participent au championnat. Le championnat accueille pour la première fois un nouveau club le Deportivo Alavés, champion de Segunda División l'année précédente. Avec cette accession, la moitié des équipes du championnat est issue de la même région, le Pays basque.
| \| A. Guecho Athletic Bilbao R. Unión R. Sociedad Racing Santander D. Alavés R. Madrid FC Barcelone CE Europa Espanyol \| Localisation des clubs engagés dans le championnat. |
| A. Guecho Athletic Bilbao R. Unión R. Sociedad Racing Santander D. Alavés R. Madrid FC Barcelone CE Europa Espanyol                                                           |

| Clubs              | Ville           | Stade            | Capacité |
| ------------------ | --------------- | ---------------- | -------- |
| Deportivo Alavés   | Vitoria-Gasteiz | Mendizorrotza    | 8 000    |
| Arenas Club        | Getxo           | Ibaiondo         | 18 000   |
| Athletic Bilbao    | Bilbao          | San Mamés        | 18 000   |
| FC Barcelone       | Barcelone       | Las Corts        | 23 000   |
| Espanyol Barcelone | Barcelone       | Sarriá           | 18 000   |
| CD Europa          | Barcelone       | El Guinardó (es) | 18 000   |
| Real Sociedad      | Saint-Sébastien | Atotxa           | 12 000   |
| Real Madrid        | Madrid          | Chamartín        | 16 500   |
| Racing Santander   | Santander       | El Sardinero     | 12 000   |
| Real Unión Club    | Irun            | Gal              | 12 000   |

## Classement
| Rang | Équipe              | Pts | J  | G  | N | P  | Bp | Bc | Diff |  | Résultats (▼ dom., ► ext.) | ATH | SAN | RSO | BAR  | ARE | MAD | ALA | UNI | ESP | EUR |
| ---- | ------------------- | --- | -- | -- | - | -- | -- | -- | ---- |  | -------------------------- | --- | --- | --- | ---- | --- | --- | --- | --- | --- | --- |
| 1    | Athletic Bilbao T,C | 22  | 18 | 11 | 0 | 7  | 73 | 33 | +40  |  | Athletic Bilbao            |     | 7-1 | 6-1 | 12-1 | 5-2 | 2-4 | 1-2 | 7-1 | 5-1 | 4-1 |
| 2    | Racing Santander    | 22  | 18 | 10 | 2 | 6  | 49 | 37 | +12  |  | Racing Santander           | 4-1 |     | 2-5 | 0-1  | 4-1 | 3-0 | 4-1 | 4-0 | 4-0 | 2-1 |
| 3    | Real Sociedad       | 22  | 18 | 10 | 2 | 6  | 42 | 39 | +3   |  | Real Sociedad              | 1-0 | 4-7 |     | 4-1  | 4-1 | 2-1 | 3-3 | 2-2 | 2-1 | 3-1 |
| 4    | FC Barcelone        | 21  | 18 | 7  | 7 | 4  | 40 | 43 | -3   |  | FC Barcelone               | 6-3 | 1-1 | 5-1 |      | 2-0 | 3-1 | 5-3 | 1-1 | 6-2 | 0-2 |
| 5    | Arenas de Getxo     | 18  | 18 | 8  | 2 | 8  | 35 | 38 | -3   |  | Arenas de Getxo            | 3-2 | 4-2 | 1-3 | 5-0  |     | 4-1 | 1-2 | 1-1 | 1-0 | 1-0 |
| 6    | Real Madrid         | 18  | 18 | 7  | 4 | 7  | 24 | 27 | -3   |  | Real Madrid                | 0-6 | 0-0 | 2-0 | 0-0  | 1-2 |     | 3-0 | 1-0 | 2-0 | 3-1 |
| 7    | Real Unión de Irun  | 16  | 18 | 6  | 4 | 8  | 41 | 45 | -4   |  | Real Unión de Irun         | 2-3 | 4-3 | 2-4 | 1-1  | 2-2 | 1-1 |     | 4-1 | 6-1 | 4-3 |
| 8    | Deportivo AlavésP   | 14  | 18 | 5  | 4 | 9  | 25 | 39 | -14  |  | Deportivo Alavés           | 1-4 | 2-5 | 1-2 | 1-1  | 3-2 | 2-0 | 3-1 |     | 4-1 | 2-0 |
| 9    | Espanyol Barcelone  | 14  | 18 | 6  | 2 | 10 | 32 | 45 | -13  |  | Espanyol Barcelone         | 0-4 | 4-1 | 1-0 | 4-4  | 5-0 | 1-1 | 4-2 | 2-0 |     | 4-0 |
| 10   | CD Europa           | 13  | 18 | 6  | 1 | 11 | 23 | 38 | -15  |  | CD Europa                  | 2-1 | 1-2 | 2-1 | 2-2  | 1-4 | 0-3 | 2-1 | 1-0 | 3-1 |     |

- Champion
- Relégation en Segunda División

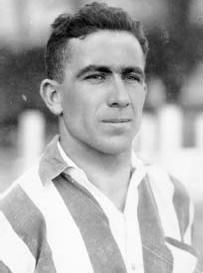
Bata établit le record de buts marqués par un joueur dans un match de Primera División (égalé par Kubala), en marquant sept buts au FC Barcelone (12-1).

L'Athletic Bilbao conserve son titre grâce à un meilleur goal-average que ses deux poursuivants, le Racing Santander et la Real Sociedad. Dirigée par l'anglais Fred Pentland, cette équipe est composée d'une majorité de joueurs ayant remporté le titre l'année précédente.
Le gardien titulaire est Gregorio Blasco, âgé de 21 ans, il dispute 13 rencontres et fait ses débuts en équipe nationale, le 30 novembre 1930, lors d'une rencontre disputée contre le Portugal. Son remplaçant José Luis Izpizua, 22 ans, dispute cinq rencontres.
En défense, José Muguerza, 19 ans, et José Maria Castellanos, 21 ans, disputent les 18 rencontres du championnat. Le troisième titulaire est Juan José Urquizu, 29 ans qui joue 17 rencontres. Les remplaçants sont Luis María De Uribe, 24 ans, qui joue neuf rencontres pour cinq buts marqués et Javier Moronati, 19 ans, qui dispute une rencontre.
Le milieu de terrain est composé de Juan Garizurieta, 14 rencontres jouées, et de l'international espagnol Roberto Echevarría, 18 matchs disputés. Les deux inters sont âgés de 22 ans et inscrivent chacun deux buts. Le remplaçant est Demetrio Felipés, 23 ans, qui dispute un match.
L'attaque titulaire est composée de Guillermo Gorostiza, 21 ans, auteur de dix-sept buts en dix-huit matchs, d'Agustín Sauto Arana dit Bata, 22 ans qui inscrit 27 buts en 17 matchs, dont un septuplé face au FC Barcelone lors de la victoire 12-1. Ce record ne sera égalé que par Kubala. Les autres attaquants titulaires sont Ramón de la Fuente Leal, 23 ans, deux buts en dix-sept matchs, José Iraragorri, 18 ans, 11 buts en 16 matchs et Ignacio Aguirrezabala dit Chirri II, 21 ans, auteur de cinq buts en 13 matchs. L'autre joueur utilisé est Víctor Unamuno Ibarzabal, 21 ans, un but en trois rencontres.

## Récompenses
Le joueur de l'Athletic Bilbao, Bata, termine meilleur buteur du championnat avec vingt-sept réalisations. Il devance son coéquipier Guillermo Gorostiza qui inscrit dix-sept buts et Ángel Arocha, du FC Barcelone, seize buts.
Tomás Zarraonandía, gardien de l'Arenas Club de Guecho, remporte le titre de meilleur gardien en encaissant 27 buts en 14 matchs.

## Bilan de la saison
| Championnat d'Espagne de football 1930-1931 |                            |
| Champion                                    | Athletic Bilbao (2e titre) |
| Dauphin                                     | Racing Santander           |
| Coupes et trophées                          |                            |
| Vainqueur de la Coupe d'Espagne 1930-1931   | Athletic Bilbao            |
| Promotions et relégations                   |                            |
| Promus en Primera División                  | Valence CF                 |
| Relégués en Segunda División                | CE Europa                  |